# George R. Swift
George R. Swift (Baldwin megye, 1887. december 19. – New Orleans, 1972. szeptember 10.) az Amerikai Egyesült Államok szenátora (Alabama, 1946).